# Peltinae
Peltinae es una subfamilia de escarabajos, polífagos perteneciente a la familia Trogossitidae. Ahora considerada por algunos una familia, Peltidae. Hay 60 especies en 26 géneros de 6 tribus en el mundo.

## Géneros
Colydiopeltini
- Colydiopeltis - Parapeltis

Peltini
- Peltis

Thymalini
- Australiodes - Parentonium - Protopeltis - Rentonellum - Rentonidium - Rentonium - Thymalus -  †Juralithinus - †Meligethiella - †Ostomalynus

Phloiophilini
- Phloiophilus